# نورة بنت فيصل بن تركي آل سعود
نورة بنت الامام فيصل بن تركي آل سعود ( 1250- 1254هـ / 1834- 1838م ) ( 1279-1282ه / 1893- 1895م ) هي أكبر بنات الإمام فيصل بن تركي

## حياتها ودورها
تزوجت من فيصل بن ناصر بن عبد الله بن ثنيان، وزواجها لم يستمر معه ولم ترغب بالزواج بعد ذلك، وكان منزلها في دخنة، وقد أدركت سقوط الدولة السعودية الثانية، وما تبع ذلك من خروج أخيها عبد الرحمن بن فيصل وبعض أفراد أسرتها إلى الكويت في أعقاب معركة المليداء عام 1308هـ/1891م، وبقت هي وأختها الجوهرة وأخوها محمد في الرياض ،وفي عام 1316هـ/1898م انتقلت من الرياض للدرعية.
كان للأميرة نورة بتأثير من والدها فيصل اهتمام بالعلم ورغبة في إشاعته يدل على ذلك ما أوقفته من كتب مازال بعضها محفوظًا في مكتبة الملك فهد الوطنية إلى اليوم.

## وفاتها
توفيت في ذي الحجة 1318هـ/ مارس 1901م.

## وصلات خارجية
- دور أميرات آل سعود في دعم الحياة الاجتماعية والثقافية.
- وقفية الأميرة نورة بنت الامام فيصل